# آراز بداغ‌اف
آراز بداغ‌اف (ترکی آذربایجانی: Araz Məhəmməd oğlu Budaqov; ۷ دسامبر ۱۹۳۸ – ۲۷ مهٔ ۲۰۲۱) آموزگار و پزشک اهل جمهوری آذربایجان بود.